# Марклей, Кристиан
Кристиан Эрнест Марклей (англ. Christian Ernest Marclay; род. 11 января 1955 года) ― художник и композитор. Имеет американское и швейцарское гражданство. 
В своём творчестве Марклей исследует связи между звуком, шумом, фотографией, видео и фильмом. Он является пионером в области использования граммофонных пластинок и проигрывателей в качестве музыкальных инструментов для создания звуковых коллажей. Марклей, по словам музыкального критика Тома Юрека, возможно, является «невольным изобретателем тёрнтейблизма». Его техника использования проигрывателей и пластинок, которую он применяет с конца 1970-х годов, была разработана независимо, но примерно параллельно с началом использования этих инструментов в хип-хопе. 

## Биография
Кристиан Марклей родился 11 января 1955 года в Сан-Рафаэле, округ Марин, штат Калифорния. Его отец по национальности швейцарец, а мать ― американка. Ранние годы жизни он провёл в Женеве. Учился в Высшей школе искусств в Женеве (1975―1977), Массачусетском колледже искусств в Бостоне (1977―1980, бакалавр изящных искусств), в Студии программ взаимосвязанных медиа и в архитектурной школе Cooper Union в Нью-Йорке (1978). Будучи студентом, он особенно заинтересовался творчеством Джозефа Бойсом и художественного флюксус 1960-х и 1970-х годов. В течение многих лет жил и работал в Манхэттене, но в 2000-х годах также подолгу пребывал в Нью-Йорке и Лондоне. 

### Творчество
Отмечая влияние Джона Кейджа, Йоко Оно и Вито Аккончи, Марклей, по собственным словам, долго изучал ритуалы создания музыки. Обращаясь к энергии панк-рока, он начал писать песни и петь под музыку на заранее записанных бэк-кассетах. Не имея возможности нанять барабанщика для своих совместных выступлений с гитаристом Куртом Генри в 1979 году, Марклай использовал обычные ритмы пропускающей пластинки в качестве ударного инструмента. В этих дуэтах с Генри музыкант впервые использовал пластинки и проигрыватели в качестве интерактивных и импровизированных музыкальных инструментов. 

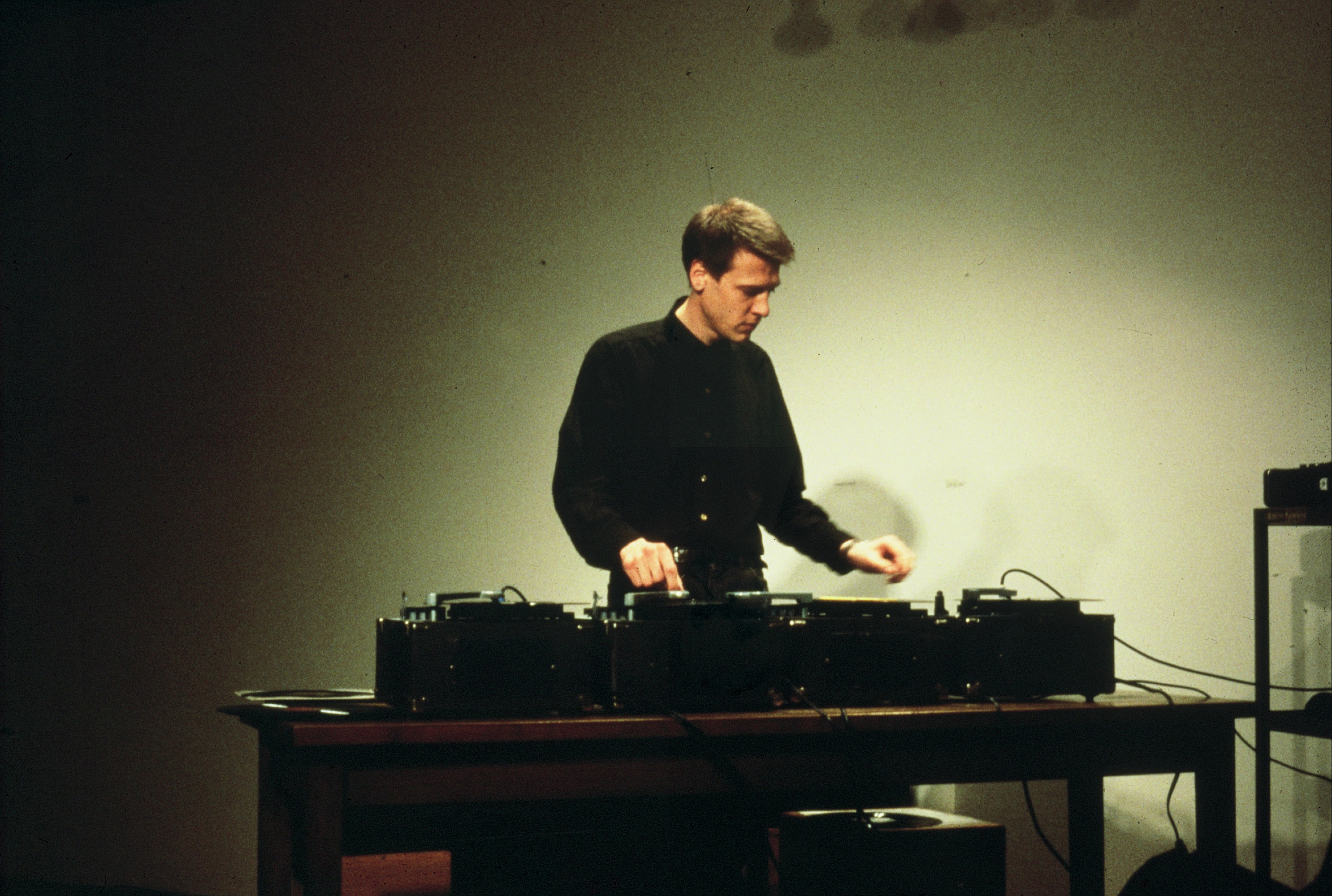
Кристиан Марклей на шоу Hallwalls в Буффало, Нью-Йорк, 16 ноября 1985 года

### Признание
На Венецианской биеннале 2011 года Марклей был представителем от США. Он был признан лучшим художником на официальной выставке, получив Золотого льва за свои «Часы» ― видеоматериал, представляющий собой мешанину из сцен с часами из разных фильмов. Журнал Newsweek в ответ на это назвал Марклея одним из десяти самых значительных художников современности. Приняв «Золотого льва», Маркли призвал дух Энди Уорхола, поблагодарив жюри «за то, что они дали "Часам" их пятнадцать минут».

### Личная жизнь
Марклей начал встречаться с куратором искусства Лидией Йи в 1991 году. В 2011 году они поженились. 